# سيراس ويلارد
سيراس ويلارد هو سياسي أمريكي، ولد في 1830، وتوفي في 1913.